# Wereldkampioenschappen wielrennen 2024 – Individuele tijdrit mannen elite
De individuele tijdrit voor mannen elite op de Wereldkampioenschappen wielrennen 2024 werd gehouden op 22 september. De 59 deelnemers moesten een parcours van 46,1 kilometer in en rond het Zwitserse Zürich afleggen. De Belg Remco Evenepoel prolongeerde zijn wereldtitel, voor de Italianen Filippo Ganna en Edoardo Affini.

## Uitslag
| Plaats | Naam               | Tijd       |
| ------ | ------------------ | ---------- |
| Goud   | Remco Evenepoel    | 53'01,98"  |
| Zilver | Filippo Ganna      | + 6,43"    |
| Brons  | Edoardo Affini     | + 54,44"   |
| 4      | Joshua Tarling     | + 1'17,63" |
| 5      | Jay Vine           | + 1'24,18" |
| 6      | Kasper Asgreen     | + 1'30,11" |
| 7      | Tobias Foss        | + 1'44,50" |
| 8      | Stefan Küng        | + 1'48,34" |
| 9      | Victor Campenaerts | + 1'55,16" |
| 10     | Brandon McNulty    | + 1'58,03" |
| 11     | Bruno Armirail     | + 2'04,17" |
| 12     | Primož Roglič      | + 2'06,52" |
| 13     | Magnus Sheffield   | + 2'08,44" |
| 14     | Mikkel Bjerg       | + 2'13,59" |
| 15     | Nélson Oliveira    | + 2'35,88" |
| 16     | Søren Wærenskjold  | + 2'40,29" |
| 17     | Daan Hoole         | + 2'43,83" |
| 18     | Walter Vargas      | + 2'55,75" |
| 19     | Pier-André Côté    | + 2'58,32" |
| 20     | Miguel Heidemann   | + 3'04,68" |